# Hippolytia tomentosa
Hippolytia tomentosa là một loài thực vật có hoa trong họ Cúc. Loài này được (DC.) Tzvelev mô tả khoa học đầu tiên năm 1961.